# Гасснер, Деннис
Деннис Гасснер (англ. Dennis Gassner; род. 1948, Ванкувер, Британская Колумбия, Канада) — американский художник-постановщик. Известен благодаря работе в фильмах братьев Коэн, а также в нескольких крупных голливудских проектах. Четырежды номинировался на «Оскар» в номинации «за лучшую работу художника-постановщика», но выиграл премию только в 1992 году.

## Фильмография
- 1986 — Попутчик / The Hitcher
- 1986 — Уиздом / Wisdom
- 1987 — Под настроение / In the Mood
- 1987 — Каков отец, таков и сын / Like Father Like Son
- 1988 — Земные девушки легко доступны / Earth Girls Are Easy
- 1989 — Поле чудес / Field of Dreams
- 1990 — Перекрёсток Миллера / Miller’s Crossing
- 1990 — Кидалы / The Grifters
- 1991 — Бартон Финк / Barton Fink
- 1991 — Багси / Bugsy
- 1992 — Герой / Hero
- 1994 — Подручный Хадсакера / The Hudsucker Proxy
- 1995 — Водный мир / Waterworld
- 1998 — Шоу Трумэна / The Truman Show
- 2000 — О, где же ты, брат? / O Brother, Where Art Thou?
- 2001 — Человек, которого не было / The Man Who Wasn’t There
- 2002 — Проклятый путь / Road to Perdition
- 2003 — Крупная рыба / Big Fish
- 2004 — Игры джентльменов / The Ladykillers
- 2005 — Морпехи / Jarhead
- 2006 — Спроси у пыли / Ask the Dust
- 2007 — Золотой компас / The Golden Compass
- 2008 — Квант милосердия / Quantum of Solace
- 2012 — 007: Координаты «Скайфолл» / Skyfall
- 2014 — Чем дальше в лес… / Into the Woods
- 2015 — 007: Спектр / Spectre
- 2017 — Бегущий по лезвию 2049 / Blade Runner 2049
- 2019 — 1917 / 1917

## Награды и номинации
| Премия           | Год  | Фильм                        | Категория                            | Результат |
| ---------------- | ---- | ---------------------------- | ------------------------------------ | --------- |
| «Оскар»          | 1992 | «Бартон Финк»                | Лучшая работа художника-постановщика | Номинация |
| «Оскар»          | 1992 | «Багси»                      | Лучшая работа художника-постановщика | Победа    |
| «Оскар»          | 2003 | «Проклятый путь»             | Лучшая работа художника-постановщика | Номинация |
| «Оскар»          | 2008 | «Золотой компас»             | Лучшая работа художника-постановщика | Номинация |
| «Оскар»          | 2015 | «Чем дальше в лес…»          | Лучшая работа художника-постановщика | Номинация |
| «Оскар»          | 2018 | «Бегущий по лезвию 2049»     | Лучшая работа художника-постановщика | Номинация |
| «Оскар»          | 2020 | «1917»                       | Лучшая работа художника-постановщика | Номинация |
| BAFTA            | 1999 | «Шоу Трумана»                | Лучшая работа художника-постановщика | Победа    |
| BAFTA            | 2001 | «О, где же ты, брат?»        | Лучшая работа художника-постановщика | Номинация |
| BAFTA            | 2003 | «Проклятый путь»             | Лучшая работа художника-постановщика | Победа    |
| BAFTA            | 2004 | «Крупная рыба»               | Лучшая работа художника-постановщика | Номинация |
| BAFTA            | 2013 | «007: Координаты «Скайфолл»» | Лучшая работа художника-постановщика | Номинация |
| BAFTA            | 2018 | «Бегущий по лезвию 2049»     | Лучшая работа художника-постановщика | Номинация |
| BAFTA            | 2020 | «1917»                       | Лучшая работа художника-постановщика | Победа    |
| «Выбор критиков» | 2015 | «Чем дальше в лес…»          | Лучшая работа художника-постановщика | Номинация |
| «Выбор критиков» | 2018 | «Бегущий по лезвию 2049»     | Лучшая работа художника-постановщика | Номинация |
| «Выбор критиков» | 2020 | «1917»                       | Лучшая работа художника-постановщика | Номинация |
| «Сатурн»         | 2015 | «Чем дальше в лес…»          | Лучшая работа художника-постановщика | Номинация |
| «Сатурн»         | 2018 | «Бегущий по лезвию 2049»     | Лучшая работа художника-постановщика | Номинация |
| «Спутник»        | 1999 | «Шоу Трумана»                | Лучшая работа художника-постановщика | Победа    |
| «Спутник»        | 2003 | «Проклятый путь»             | Лучшая работа художника-постановщика | Номинация |
| «Спутник»        | 2016 | «007: Спектр»                | Лучшая работа художника-постановщика | Номинация |
| «Спутник»        | 2019 | «1917»                       | Лучшая работа художника-постановщика | Номинация |